# Gaumont-Palace
Pour les articles homonymes, voir Gaumont (homonymie) et Gaumont-Palace (homonymie).
Le Gaumont-Palace est un cinéma de Paris (France) aujourd'hui disparu, qui se trouvait au 1, rue Caulaincourt (18e arrondissement). À sa place se dressent maintenant un hôtel Mercure et un magasin Castorama.
Le bâtiment, construit de 1898 à 1900 à l'origine en tant qu'Hippodrome de Montmartre, est en 1901 par suite de déboires financiers repris pendant un an par un dresseur de chevaux du nom d'Albert Schumann, puis par monsieur Quenelle en 1902. Il est ensuite loué de 1903 à début 1907 par Charles C. Bostock un Anglais dresseur de fauves et devient l'Hippodrome Bostock qui était de fait un cirque. Des problèmes de gestion ayant surgi et malgré la qualité des spectacles, l'édifice fut fermé en mars 1907, puis il prend en 1911 le nom de Gaumont-Palace. Il est entièrement rénové en 1931 et détruit en 1973, peu après sa fermeture. Avant sa modernisation, son immense salle pouvait accueillir à son maximum 6 000 spectateurs, ce qui en fit un temps « le plus grand cinéma du monde » selon ses promoteurs.

## Histoire

### Genèse

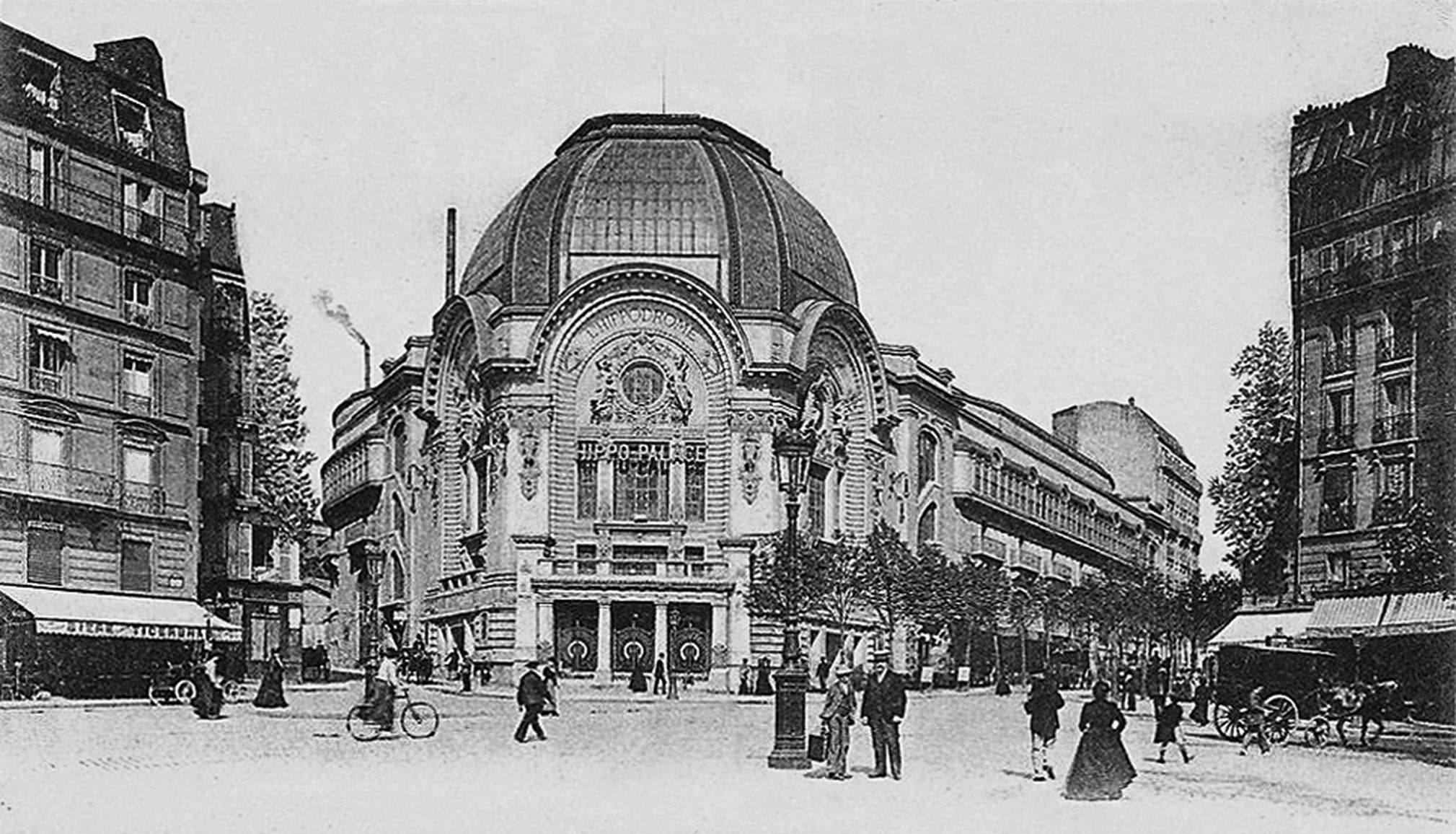
L'Hippo-Palace, avant 1910.

Le bâtiment d'origine naît avec l'Hippodrome de Montmartre inauguré le 13 mai 1900 par un spectacle équestre, intitulé « Vercingétorix », réunissant 200 artistes, 50 chevaux et six éléphants. Il s'étend entre le boulevard de Clichy, la rue Caulaincourt et la rue Forest. Construit sous la direction des architectes Cambon, Galeron et Duray et derrière une façade de style Belle Époque, il peut recevoir 7 000 spectateurs dont 5 000 assis, pour des exhibitions de cirque, de football, de patinage, de pantomime et même de combat naval, sous un immense chapiteau métallique. Par ailleurs, Édouard-Jean Niermans y aménage le « Grand Restaurant », dans le même style Art nouveau tendance rococo, dont il décore le Moulin Rouge.
L'Hippodrome accueille, dès 1907 des démonstrations cinématographiques sous l'égide des Cinéma Halls puis Royal Bio[réf. souhaitée] ; mais, dix ans après l'incendie du Bazar de la Charité (129 victimes) dû à l'embrasement de la lanterne de projection fixée provisoirement dans ses locaux, le projecteur de ce qui allait devenir le tout nouveau Gaumont-Palace est installé dans une cabine isolée, située au fond de la scène, à l'extérieur du bâtiment, sur le terrain du cimetière du Nord. Les copies 35 mm de cette époque sont très inflammables à partir de 150° centigrades (film flamme ou film nitrate, utilisation interdite par sécurité en 1950) et leur combustion produit des vapeurs toxiques. L'image doit donc être projetée par derrière (les films muets n'ayant évidemment pas de piste sonore peuvent être inversés droite/gauche dans le couloir de projection, les photogrammes emplissant entièrement l'espace entre les deux rangées de perforations), les spectateurs les regardent donc à travers l'écran. Cela est un avantage, car à l'époque aucune source lumineuse n'aurait été assez puissante pour projeter convenablement une image animée provenant d'une lanterne installée à l'autre extrémité. En effet la salle aux dimensions exceptionnelles mesure 40 mètres de mur à mur dans sa partie la plus large sur 70 de profondeur et 24 de haut.

### Le Gaumont-Palace

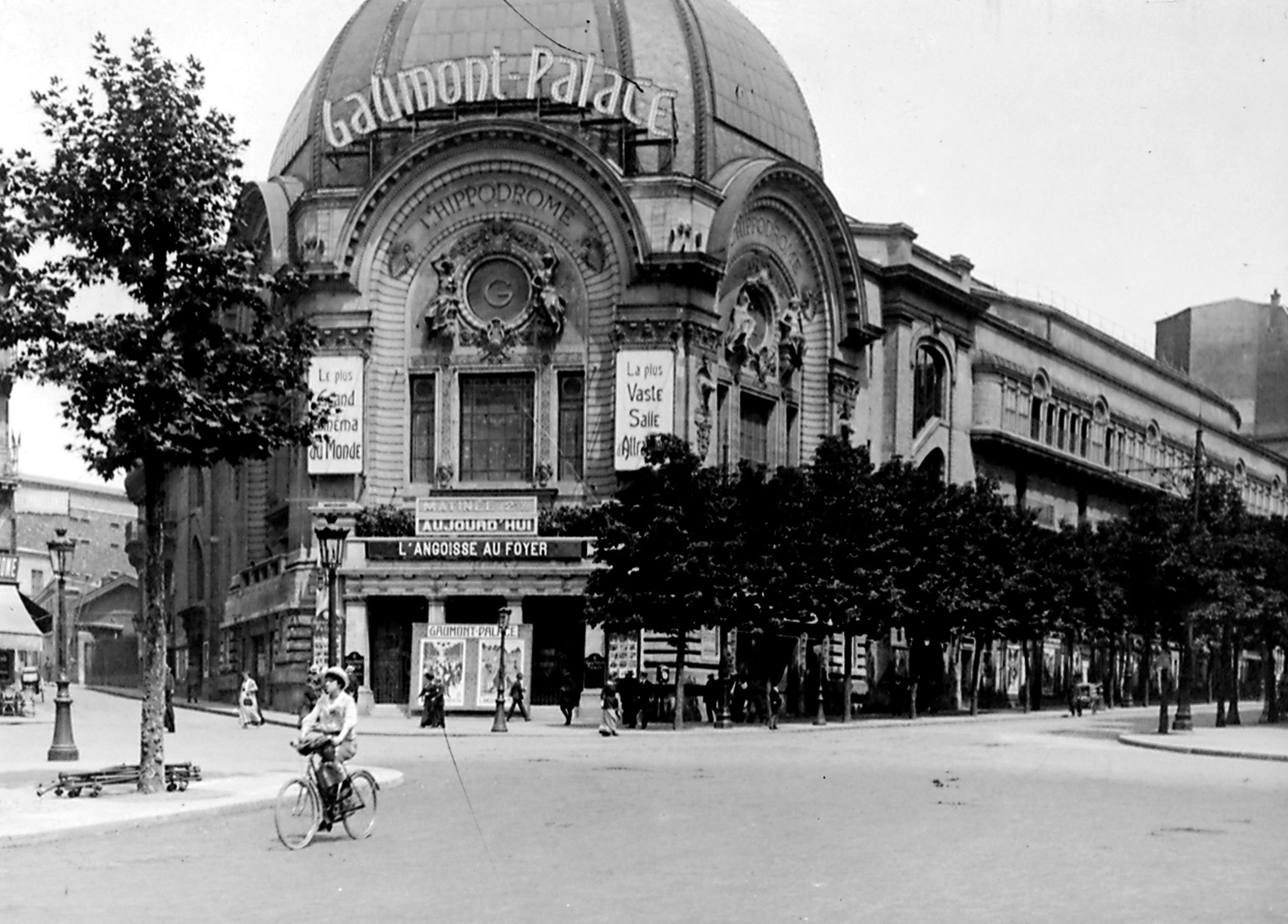
Le Gaumont-Palace, dans les années 1910.

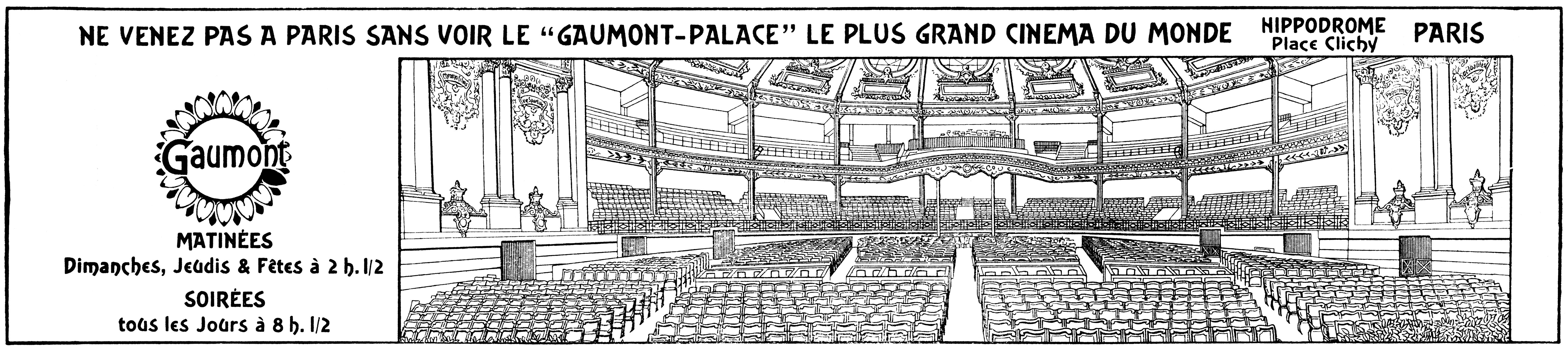
Salle du Gaumont-Palace dans une publicité de 1913.

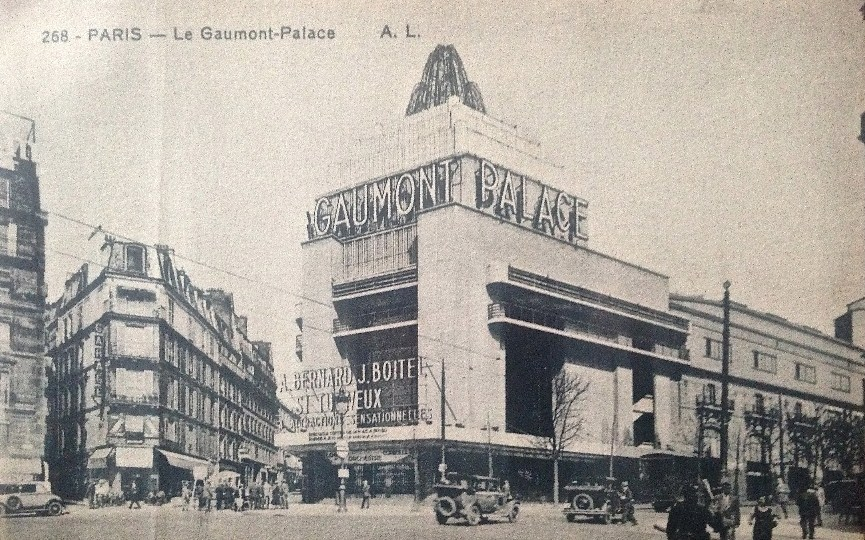
Le Gaumont-Palace, au début des années 1930, avec sa nouvelle façade créée en 1931.

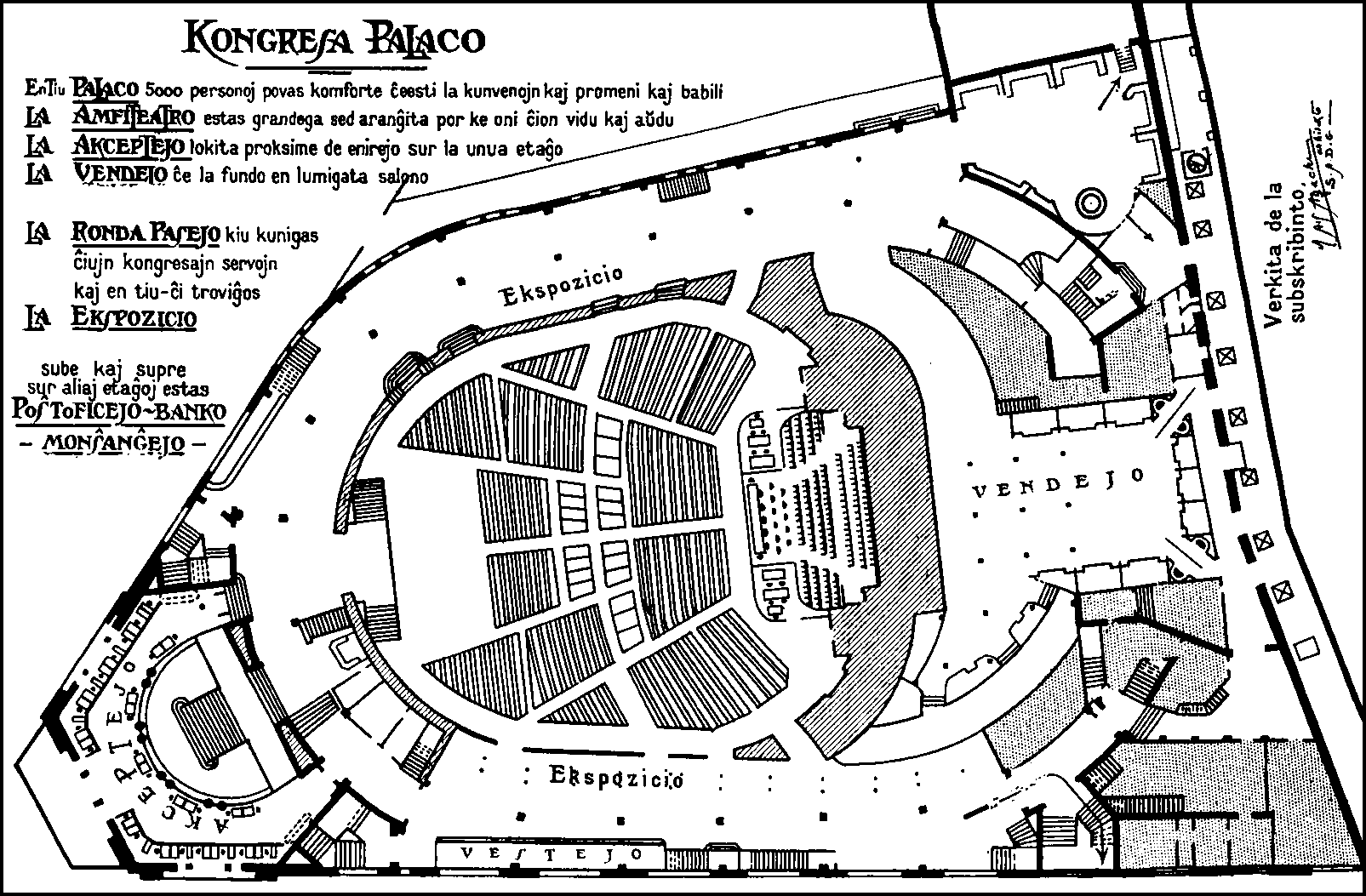
Aménagement intérieur à l'occasion du 10e congrès mondial d'espéranto (1914).

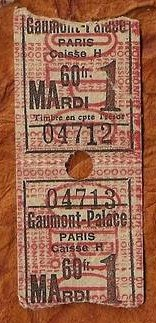
Billets d'entrée au Gaumont-Palace.

L'ensemble est acheté par Léon Gaumont qui tout en continuant les projections y installe le siège de la Société des Établissements Gaumont (S.E.G.) le 15 juillet 1910. En 1925 elle deviendra pour cinq ans la Gaumont-Métro-Goldwyn (G.M.G.) grâce à un accord passé avec le studio américain Métro-Goldwyn-Mayer M.G.M., puis Gaumont-Franco-Film-Aubert (G.F.F.A.) en 1930 et, enfin, en 1938 société nouvelle des établissements Gaumont (S.N.E.G.). Le 11 octobre 1911, le Gaumont-Palace ouvre ses portes avec 3 400 places.
À la demande de Léon Gaumont, dix-neuf ans plus tard, l'architecte Henri Belloc édifie sur le même terrain, en onze mois (1930-1931) et dans un style Art déco, le plus grand cinéma du monde (6 000 places). Il est doté d'un vaste plateau scénique pour présentations d'attractions, avec deux balcons construits comme de véritables ponts de près de 45 mètres de portée sans aucun poteau de soutien, et un plafond acoustique ondulé pour faciliter la propagation du son. La profondeur définitive de la salle est ramenée à 55 mètres. Pour atteindre l'écran, les images doivent parcourir 63 mètres à cause de la forte plongée du faisceau. Il est en outre doté d'un cadre de scène de 22 mètres sur 15 (330 m2) occulté par un rideau à la française de velours rouge devant un écran de 10,66 mètres sur 8,10 pour les premières parties composées des actualités de la semaine : Gaumont-La Revue Du Monde puis d'un court-métrage documentaire, et s'agrandissant à 12 mètres sur 14,36 soit 170 m2 (250 000 fois la surface de l'image sur la bobine), pour la projection du grand film de format 35 mm, selon le rapport standard de l'époque (1,33:1), et avec l'arrivée du cinéma parlant projeté sur toiles micro-perforées dites trans-sonores (1,37:1), qui reste la norme internationale (académique) jusqu'en 1952. Cette année-là est développé le ratio de cadre dit panoramique (1,66:1), au photogramme plus étroit en hauteur sur le film, mais qui en s'équipant d'objectifs de projection à focales légèrement plus courtes permet de projeter sur une plus grande largeur tout en conservant la même hauteur.

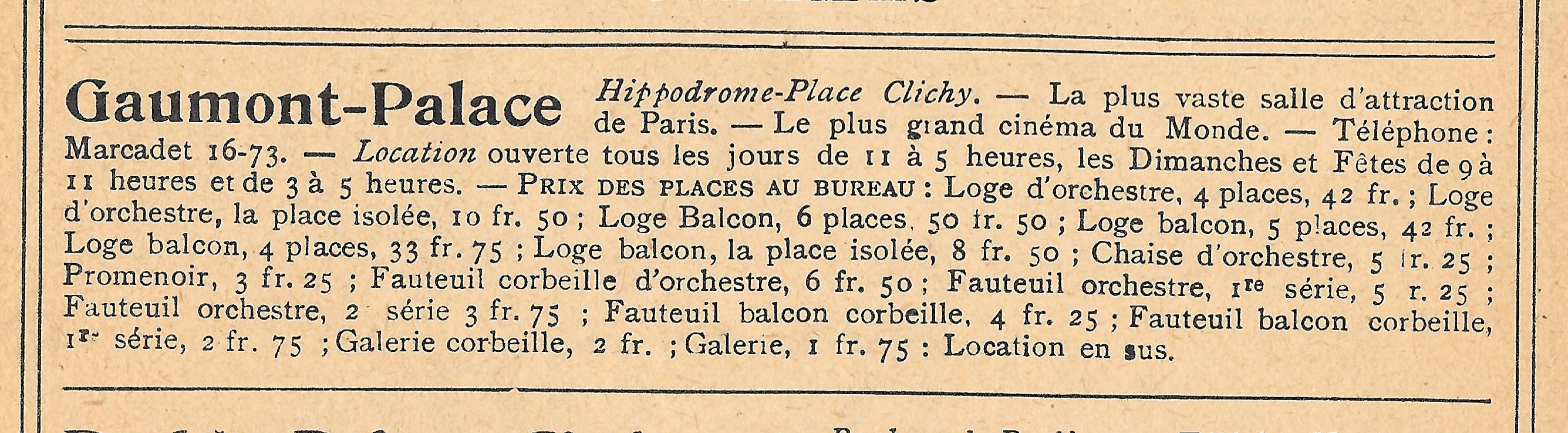
Prix des places en 1925 :
« Le plus grand cinéma du monde ».

Bien qu'entièrement sonorisée en 1931, un orgue Christie acheté trois ans plus tôt demeura avec l'Orchestre Gaumont, fort d'une trentaine de musiciens placés sous la direction de Paul Fosse, afin de jouer quelques « classiques » pendant les entractes et d'accompagner les 125 exécutants du corps de ballet ou bien les attractions scéniques. La cabine, 26 mètres de long sur 4,50 de large, édifiée au sommet du deuxième balcon est composée de projecteurs Radion (deux en service et deux de secours) à puissants arcs électriques au carbone (charbons à avance automatique) surmontés de pommes de douche reliées à un réservoir d'eau, témoins de la dangerosité que représentait la manipulation du film nitrate, ainsi que de lanternes à effets lumineux Brockliss pour suivre les revues présentées sur scène. Trop élevée par rapport à l'écran la projection sous un angle de plongée de 12°, ce qui était bien moins que dans la majorité des salles à cette époque, posait malgré tout un léger problème de déformation de l'image en forme de trapèze. 
À l'issue du second conflit mondial, le Gaumont-Palace devient un centre d'accueil de prisonniers de guerre. Par la suite, il ne compte plus « que » 4 670 places de cinéma. Mais il reste encore en service 2 470 mètres de rideaux de scène et de tentures diverses, 150 km de câbles électriques et 9 000 lampes en tous genres. Côté personnel, les effectifs sont composés de 30 ouvreuses, 32 techniciens, 30 ouvriers, ainsi que 18 femmes de ménage.
En 1954, le cadre de scène est élargi à 25 mètres (portée maximale pour la poutre du fronton), afin que soit monté un écran de 24 mètres de base, notamment pour les films CinémaScope, toujours en 35 mm. Les copies circulent sur des chronos manufacturés par la firme, et estampillés de la lettre « G » entourée d'une marguerite, en hommage à la mère du fondateur de l'entreprise, Marguerite Dupanloup, épouse Gaumont. Cette rénovation est confiée au cabinet d'architecte Georges Peynet qui en revoit entièrement la décoration en tenant compte des notions modernes d'acoustique pour ce volume de 60 000 m3. Le plafond ondulé est conservé pour la propagation du son, mais les murs sont tendus de feutre rose et gris atténuant les réverbérations parasites. Un éclairage indirect coloré court sur trois niveaux horizontaux le long de la salle soulignant les bordures des balcons sans que rien vienne rompre ce rythme : « sensation de longues vagues qui se succèdent et se superposent jusqu'au lointain, sans une rupture, sans un angle… »
Il possède alors des fauteuils spécifiques « Gaumont » réalisés par l'entreprise Gallay, couverts de velours rouge à dossiers courbes entourés par un rutilant tube chromé. À l'entracte, on peut se rendre au salon de thé, au bar, au foyer, ainsi que dans les galeries promenoirs. La façade à trois pans culmine à 50 mètres. Un temps décorée par une fontaine lumineuse, elle est éclairée par des tubes fluorescents rouges et verts soulignant les énormes enseignes « GAUMONT PALACE » de 3 mètres de haut. Dans la nuit complice, trois éclairages se succèdent afin de mettre en valeur les lignes générales de ce gros navire au crépi rose. Le vaste hall surplombé par une haute rotonde est revêtu d'un parement en granit noir et rose encadré de parois jaunes; il s'ouvre directement sur le parterre, tandis qu'un double escalier aux rampes en métal chromé donne accès aux foyers, à la corbeille, et au deuxième balcon. Cinéma populaire, il présente toujours des attractions sur sa vaste scène mais s'essouffle au début des années 1960 avec l'apparition des films plus intimistes style Nouvelle Vague. Et puis l'entretien d'un tel édifice devient de plus en plus lourd; en hiver par exemple, 9 tonnes de charbon sont nécessaires chaque jour pour chauffer la salle et ses dépendances. Les économies d'énergie qui se profilent à l'horizon vont bientôt peser excessivement dans la balance.
L'été 1959 voit l'installation de deux projecteurs Philips DP 35/70 équipés de lampes à décharge au xénon pour des films de format 70 mm avec six pistes sonores magnétiques alimentant cinq voies derrière l'écran : extrême-gauche, gauche, centre, droite, extrême-droite, ainsi que des groupes de haut-parleurs d'ambiance répartis dans la salle. C'est le cas pour Salomon et la Reine de Saba, Ben-Hur première française en présence de Charlton Heston, ou Les Souliers de saint Pierre, sur un écran aux proportions 2,20:1 (les dimensions passent alors à 23 mètres de large sur 13,70 de haut) Chaque ratio étant encadré par des bordures mobiles de velours noir se déplaçant horizontalement et verticalement sur rails. La publicité annonce : « La hauteur d'un immeuble de 4 étages sur 23 mètres de façade ».

### Cinérama
Entre 1962 et 1967, l'immense vaisseau transformé en Cinérama, avec la participation active de Jacques Thénard, se voit équipé d'un écran courbe (selon un angle de 146°), d'une base de 38,60 mètres sur une hauteur de 15 mètres (surface : 579 m2) constitué de plus de 4 000 bandes de plastique blanc micro-perforé afin de laisser traverser le son des haut-parleurs. Monté devant l'ancienne scène, il est dissimulé pendant les entractes par un élégant rideau à la grecque de couleur dorée. Trois cabines synchronisées construites séparément en arc de cercle au niveau du premier balcon y projettent en faisceaux croisés les trois images parallèles du gigantesque procédé, avec des appareils Century JJ-1 et National Ventarc 160A perpendiculaires à l'écran, et donc sans déformation optique. Des films comme La Conquête de l'Ouest y sont programmés. Ben-Hur (MGM Camera 65), est projeté de la cabine du centre avec une copie au format 70 mm. Dans ce dernier cas la base de l'écran est réduite à 30 mètres afin de respecter le ratio 2,20:1 imposé par les deux pistes magnétiques encadrant les photogrammes entre les perforations, les quatre autres étant situées aux bordures extérieures du film (l'objectif est alors un Berthiot D 150). En 1963, la société Cinérama exige que soit fermé au public le deuxième balcon, pour le confort des spectateurs. Le Gaumont-Palace ne possède alors plus « que » 1 850 places au Parterre et 550 à la Mezzanine (corbeille).

### Fermeture
Le contrat avec Cinérama prenant fin en 1967, la salle peut reprendre peu après son aspect d'origine. Malheureusement le public n'est plus au rendez-vous, la projection et l'acoustique étant jugées d'une qualité très moyenne en raison de l'énorme volume du bâtiment, par comparaison avec les salles édifiées au cours de la décennie. Un projet d'immeuble et de cinéma pour un nouveau Gaumont Palace est commandé à l'architecte Georges Peynet en 1970 (une maquette est alors réalisée) mais il ne fut jamais concrétisé. Le « mastodonte » fermera ses portes au mois d'avril 1972, la société Gaumont se voyant contrainte de vendre terrain et immeuble à des promoteurs qui entament sa démolition début 1973. Les lieux sont vidés dans la précipitation, affaires et archives laissées sur les trottoirs, matériels techniques jetés dans des conteneurs poubelles au regard des passants. Seules les grandes orgues sont sauvées, et remontées au pavillon Baltard. Le dernier film à y être projeté est Les Cowboys de Mark Rydell avec John Wayne. Ainsi disparaît le plus grand cinéma d'Europe. L'argent de cette vente permet cependant à Gaumont d'engager la réalisation d'une vaste restructuration et rénovation de son parc de salles dans toute la France. Le terrain est racheté en 1975 par Christian Dubois, fondateur de Castorama et défriché au début des années 1980 pour la construction d'un grand complexe hôtelier et commercial. Il est inauguré en 1982.

## L'orgue du Gaumont-Palace
Le Gaumont Palace possédait avant la Première Guerre mondiale un orchestre  d'une trentaine de musiciens, et de grandes orgues d'église Cavaillé-Coll qui accompagnaient la projection de certains films. On peut penser qu'il s'agissait d'un instrument provenant d'une congrégation dissoute à la suite de la loi de 1905 sur la séparation de l'Église et de l'État[réf. nécessaire].
Vers 1920, ces instruments bénéficièrent du développement de l'électricité, tout d'abord pour le remplacement des soufflets par des ventilateurs puis pour assurer la liaison entre les claviers et les tubulures. Le Britannique Hope-Jones fut à l'origine du concept "unit organ", où une réduction du nombre de tuyaux remplit les fonctions d'un plus grand nombre, grâce aux emprunts et aux dédoublements d'octaves des jeux originels qui font la spécificité des timbres et des bruitages de l'instrument de cinéma.
En 1932, cet orgue qui joue avec l'orchestre avant les projections, le parlant étant en plein essor, est remplacé par un grand orgue de marque Christie (IV/14) construit par le facteur anglais d'orgues Hill, Norman and Beard limited qui est donc entièrement électrique. La console en forme de fer à cheval surgit de la fosse d'orchestre grâce à des vérins hydrauliques, et commande plus de 1 500 tuyaux en étain, zinc et bois, disposés sur toute la largeur du plateau à 25 mètres au-dessus de la scène, alimentés par une soufflerie équipée de deux fortes turbines. Cet instrument à dédoublement de jeux compte 14 rangs initiaux pouvant se démultiplier en près d'une centaine. La console ne compte pas moins de 175 registres différents équipés de 2 500 électro-aimants. 50 kilomètres de fils électriques parcourent l'instrument. Il reste le plus grand orgue de cinéma importé en France. Le meuble contenant le clavier-pédalier était en palissandre verni, orné pendant un temps d'étoiles argentées.
En 1939, une série d'enregistrements gravés sur disques vierges en cire, à la vitesse de 78 tours par minute, a été réalisée par l'organiste Georges Ghestem et le chef d'orchestre Georges Tzipine. Ces gravures permettent d'écouter le grand orchestre du Gaumont-Palace et l'orgue Christie, dont il s'agit probablement des tout premiers enregistrements. Longtemps oubliés et jamais réédités, ils ont été récemment numérisés et restaurés par les éditions Hortus (Rendez-vous au Gaumont-Palace). Un livret de 12 pages accompagne le CD et ses 14 plages musicales dans un album cartonné.
Le Gaumont Palace était probablement le seul cinéma français dont les soli d'orgue et les accompagnements d'attractions se sont poursuivis bien au-delà de la Seconde Guerre mondiale et demeura longtemps le témoin de cette époque révolue. Il fut démonté en 1971.
Vanté comme étant l'un des plus grands du monde, il ne soutient cependant pas la comparaison avec les instruments installés aux États-Unis ou même en Grande-Bretagne souvent trois ou quatre fois plus importants que lui. L'organiste dont le nom reste attaché à l'instrument est Tommy Desserre, qui fut également titulaire de l'orgue de chœur de la basilique de Montmartre. Un microsillon souvenir 33 tours 30 centimètres intitulé 30 ans d'orgue au Gaumont-Palace est édité en 1972 aux éditions Stil Discothèque. L'instrument, bénéficiant d'un classement au titre des monuments historiques en 1977 afin qu'il ne quitte pas la France, a été remonté au pavillon Baltard de Nogent-sur-Marne. Deux autres orgues Wurlitzer existaient dans les cinémas Madeleine (opus 1394) et Paramount-Opéra (opus 1642) ; l'un fut installé à Loughborough en Angleterre, l'autre détruit.

## Dans la culture
Ce cinéma est évoqué au 72e des 480 souvenirs cités par Georges Perec dans Je me souviens. Une séquence du film Les Quatre Cents Coups de François Truffaut, montre la famille Doinel s'y rendant pour resserrer ses liens. On voit aussi très bien la salle (vide), l'orgue (en action) et les cintres dans une séquence de poursuite du film La Fête à Henriette de Julien Duvivier (1952). Il est également présent dans la bande dessinée de Jacques Tardi et Didier Daeninckx Le Der des Ders, parue aux éditions Casterman en 1997.